# Samsung Galaxy Fold
El Samsung Galaxy Fold es un teléfono inteligente con pantalla flexible anunciado por Samsung en el evento Samsung Galaxy Unpacked el 20 de febrero de 2019.

## Desarrollo
Samsung reveló un prototipo del Galaxy Fold y su pantalla Infinity Flex en la conferencia de desarrolladores de 2018, demostrando las adaptaciones de la nueva distribución de Android y su nueva interfaz de usuario One UI. Google indicó que trabajaría con proveedores de dispositivos desplegables.

## Especificaciones

### Pantalla
El Galaxy Fold tiene 2 pantallas OLED. La primera pantalla es de 4.8 pulgadas (122 mm) con pantalla AMOLED, en cambio el dispositivo al ser desplegado puede ser de 7.3 pulgadas (185mm) con pantalla AMOLED, Samsung le llama a esto la pantalla Infinity Flex.

### Hardware
El Galaxy Fold tiene un procesador de 7nm de Samsung Exynos con 9 Octa 9820.